# Fabián Ruiz Peña
Fabián Ruiz Peña (Los Palacios y Villafranca, 3 d'abril de 1996), més conegut com a Fabián, és un futbolista professional espanyol que actualment juga al Paris Saint-Germain de la Ligue 1 francesa. És internacional amb la selecció espanyola des del juny de 2019.

## Trajectòria

### Reial Betis
Fabián es va formar al planter del Reial Betis, on va ingressar en la temporada 2004-05 com a benjamí de primer any. La temporada 2014-15, la va iniciar amb el juvenil, tot i que va jugar habitualment amb el Betis B, a la segona divisió B. Durant aquesta mateixa temporada, l'entrenador del primer equip en aquell moment, Juan Merino, que el coneixia del seu pas per la banqueta del Betis B, el va fer debutar amb el primer equip a segona divisió el 13 de desembre de 2014, en un partit de lliga contra el CD Lugo, amb triomf de l'equip verd-i-blanc per 0-1.
La temporada 2015-16, va debutar a primera divisió el 23 d'agost de 2015 contra el Vila-real CF. Durant aquesta temporada va alternar les seves participacions entre el primer equip, amb el qual va jugar 12 partits de lliga, i el Betis B.
Al desembre de 2016, va ampliar el seu contracte amb l'equip bètic fins a 2020 i va ser cedit a l'Elx CF de la segona divisió fins al juny de 2017, on va realitzar una destacada segona volta en què va jugar 18 partits i va marcar un gol.
En el seu retorn al Betis, amb Quique Setién com a entrenador, es va assentar en el primer equip, en el qual va aconseguir la titularitat en molts partits. Les seves bones actuacions el van portar a ser convocat i debutar amb la selecció espanyola sub-21, l'octubre de 2017.

### SSC Napoli
El 5 de juliol de 2018 va fer oficial la seva incorporació al Nàpols per un import de 30 milions d'euros de traspàs i un contracte per 5 temporades. Hi va debutar el 16 de setembre en un partit de la fase de grups de la Champions League a fora contra l'Estrella Roja de Belgrad, jugant els 90 minuts, amb empat a zero. Deu dies després va jugar el seu primer partit de la Serie A i el primer a l'estadi de San Paolo, una victòria per 3–0 contra el Parma Calcio 1913.

### Paris Saint-Germain
El 30 d'agost de 2022 va ser traspassat al Paris Saint-Germain per un import de 23 milions d'euros de traspàs i un contracte per 5 temporades. Hi va debutar el 10 de setembre en un partit de lliga contra l'Stade Brestois, començant com a suplent, en un partit que el PSG va guanyar 1-0. El dia 1 de febrer de 2023, va marcar el seu primer gol amb el PSG en una victòria per 3–1 contra el Montpellier HSC. Al final de la temporada, Fabián va guanyar el títol de la Ligue 1 amb el PSG, el seu primer gran títol de lliga.

## Internacional
Després d'haver jugat amb Espanya a nivell sub-19 i sub-21, Fabián fou convocat per la selecció absoluta per Luis Enrique el 15 de març de 2019, per disputar dos partit de classificació per l'Eurocopa 2020 contra Noruega i Malta.
Va debutar amb la selecció absoluta el 7 de juny de 2019 en partit de classificació de l'Eurocopa 2020 contra les Illes Feroe, entrant com a substitut al minut 74, en el lloc d'Isco.
El 18 de juny de 2023 va jugar com a titular a la final de la Lliga de Nacions de la UEFA 2023 que Espanya va guanyar contra Croàcia per 5-4 als penals després d'un empat a 0 després de la pròrroga assolint així el seu primer títol de la Lliga de Nacions de la UEFA.

## Palmarès
Real Betis
- 1 Segona divisió espanyola: 2014-15

SSC Napoli
- 1 Copa italiana: 2019-20

Paris Saint-Germain
- 2 Ligue 1: 2022-23, 2023-24[20]
- 1 Copa francesa: 2023-24[21]
- 2 Supercopes franceses: 2023,[22] 2024[23]

Selecció espanyola
- 1 Eurocopa: 2024[24]
- 1 Lliga de les Nacions de la UEFA: 2022-23[25]
- 1 Campionat d'Europa sub-21: 2019